# Jacques Savournin
Jacques Savournin, scritto anche Jacques de Savournin (19 giugno 1930), è un compositore di scacchi francese.
Di professione ingegnere nel settore petrolifero, ha composto circa 400 problemi, in maggioranza diretti in due e tre mosse e di aiutomatto, dei quali una cinquantina premiati.
Giudice Internazionale della composizione dal 1965.
Collaboratore per molti anni della sezione problemi della rivista Europe Échecs.
Tre suoi problemi:
|   | a | b | c | d | e | f | g | h |   |
| 8 | c8 donna del bianco · e7 pedone del nero · d6 pedone del nero · a4 pedone del nero · d4 re del nero · e4 pedone del bianco · d3 cavallo del bianco · g3 re del bianco · a2 alfiere del bianco · b2 pedone del bianco · d2 cavallo del bianco · e2 pedone del bianco · f2 pedone del bianco · g2 alfiere del nero · b1 torre del nero · c1 torre del nero · g1 alfiere del bianco | c8 donna del bianco · e7 pedone del nero · d6 pedone del nero · a4 pedone del nero · d4 re del nero · e4 pedone del bianco · d3 cavallo del bianco · g3 re del bianco · a2 alfiere del bianco · b2 pedone del bianco · d2 cavallo del bianco · e2 pedone del bianco · f2 pedone del bianco · g2 alfiere del nero · b1 torre del nero · c1 torre del nero · g1 alfiere del bianco | c8 donna del bianco · e7 pedone del nero · d6 pedone del nero · a4 pedone del nero · d4 re del nero · e4 pedone del bianco · d3 cavallo del bianco · g3 re del bianco · a2 alfiere del bianco · b2 pedone del bianco · d2 cavallo del bianco · e2 pedone del bianco · f2 pedone del bianco · g2 alfiere del nero · b1 torre del nero · c1 torre del nero · g1 alfiere del bianco | c8 donna del bianco · e7 pedone del nero · d6 pedone del nero · a4 pedone del nero · d4 re del nero · e4 pedone del bianco · d3 cavallo del bianco · g3 re del bianco · a2 alfiere del bianco · b2 pedone del bianco · d2 cavallo del bianco · e2 pedone del bianco · f2 pedone del bianco · g2 alfiere del nero · b1 torre del nero · c1 torre del nero · g1 alfiere del bianco | c8 donna del bianco · e7 pedone del nero · d6 pedone del nero · a4 pedone del nero · d4 re del nero · e4 pedone del bianco · d3 cavallo del bianco · g3 re del bianco · a2 alfiere del bianco · b2 pedone del bianco · d2 cavallo del bianco · e2 pedone del bianco · f2 pedone del bianco · g2 alfiere del nero · b1 torre del nero · c1 torre del nero · g1 alfiere del bianco | c8 donna del bianco · e7 pedone del nero · d6 pedone del nero · a4 pedone del nero · d4 re del nero · e4 pedone del bianco · d3 cavallo del bianco · g3 re del bianco · a2 alfiere del bianco · b2 pedone del bianco · d2 cavallo del bianco · e2 pedone del bianco · f2 pedone del bianco · g2 alfiere del nero · b1 torre del nero · c1 torre del nero · g1 alfiere del bianco | c8 donna del bianco · e7 pedone del nero · d6 pedone del nero · a4 pedone del nero · d4 re del nero · e4 pedone del bianco · d3 cavallo del bianco · g3 re del bianco · a2 alfiere del bianco · b2 pedone del bianco · d2 cavallo del bianco · e2 pedone del bianco · f2 pedone del bianco · g2 alfiere del nero · b1 torre del nero · c1 torre del nero · g1 alfiere del bianco | c8 donna del bianco · e7 pedone del nero · d6 pedone del nero · a4 pedone del nero · d4 re del nero · e4 pedone del bianco · d3 cavallo del bianco · g3 re del bianco · a2 alfiere del bianco · b2 pedone del bianco · d2 cavallo del bianco · e2 pedone del bianco · f2 pedone del bianco · g2 alfiere del nero · b1 torre del nero · c1 torre del nero · g1 alfiere del bianco | 8 |
| 7 | c8 donna del bianco · e7 pedone del nero · d6 pedone del nero · a4 pedone del nero · d4 re del nero · e4 pedone del bianco · d3 cavallo del bianco · g3 re del bianco · a2 alfiere del bianco · b2 pedone del bianco · d2 cavallo del bianco · e2 pedone del bianco · f2 pedone del bianco · g2 alfiere del nero · b1 torre del nero · c1 torre del nero · g1 alfiere del bianco | c8 donna del bianco · e7 pedone del nero · d6 pedone del nero · a4 pedone del nero · d4 re del nero · e4 pedone del bianco · d3 cavallo del bianco · g3 re del bianco · a2 alfiere del bianco · b2 pedone del bianco · d2 cavallo del bianco · e2 pedone del bianco · f2 pedone del bianco · g2 alfiere del nero · b1 torre del nero · c1 torre del nero · g1 alfiere del bianco | c8 donna del bianco · e7 pedone del nero · d6 pedone del nero · a4 pedone del nero · d4 re del nero · e4 pedone del bianco · d3 cavallo del bianco · g3 re del bianco · a2 alfiere del bianco · b2 pedone del bianco · d2 cavallo del bianco · e2 pedone del bianco · f2 pedone del bianco · g2 alfiere del nero · b1 torre del nero · c1 torre del nero · g1 alfiere del bianco | c8 donna del bianco · e7 pedone del nero · d6 pedone del nero · a4 pedone del nero · d4 re del nero · e4 pedone del bianco · d3 cavallo del bianco · g3 re del bianco · a2 alfiere del bianco · b2 pedone del bianco · d2 cavallo del bianco · e2 pedone del bianco · f2 pedone del bianco · g2 alfiere del nero · b1 torre del nero · c1 torre del nero · g1 alfiere del bianco | c8 donna del bianco · e7 pedone del nero · d6 pedone del nero · a4 pedone del nero · d4 re del nero · e4 pedone del bianco · d3 cavallo del bianco · g3 re del bianco · a2 alfiere del bianco · b2 pedone del bianco · d2 cavallo del bianco · e2 pedone del bianco · f2 pedone del bianco · g2 alfiere del nero · b1 torre del nero · c1 torre del nero · g1 alfiere del bianco | c8 donna del bianco · e7 pedone del nero · d6 pedone del nero · a4 pedone del nero · d4 re del nero · e4 pedone del bianco · d3 cavallo del bianco · g3 re del bianco · a2 alfiere del bianco · b2 pedone del bianco · d2 cavallo del bianco · e2 pedone del bianco · f2 pedone del bianco · g2 alfiere del nero · b1 torre del nero · c1 torre del nero · g1 alfiere del bianco | c8 donna del bianco · e7 pedone del nero · d6 pedone del nero · a4 pedone del nero · d4 re del nero · e4 pedone del bianco · d3 cavallo del bianco · g3 re del bianco · a2 alfiere del bianco · b2 pedone del bianco · d2 cavallo del bianco · e2 pedone del bianco · f2 pedone del bianco · g2 alfiere del nero · b1 torre del nero · c1 torre del nero · g1 alfiere del bianco | c8 donna del bianco · e7 pedone del nero · d6 pedone del nero · a4 pedone del nero · d4 re del nero · e4 pedone del bianco · d3 cavallo del bianco · g3 re del bianco · a2 alfiere del bianco · b2 pedone del bianco · d2 cavallo del bianco · e2 pedone del bianco · f2 pedone del bianco · g2 alfiere del nero · b1 torre del nero · c1 torre del nero · g1 alfiere del bianco | 7 |
| 6 | c8 donna del bianco · e7 pedone del nero · d6 pedone del nero · a4 pedone del nero · d4 re del nero · e4 pedone del bianco · d3 cavallo del bianco · g3 re del bianco · a2 alfiere del bianco · b2 pedone del bianco · d2 cavallo del bianco · e2 pedone del bianco · f2 pedone del bianco · g2 alfiere del nero · b1 torre del nero · c1 torre del nero · g1 alfiere del bianco | c8 donna del bianco · e7 pedone del nero · d6 pedone del nero · a4 pedone del nero · d4 re del nero · e4 pedone del bianco · d3 cavallo del bianco · g3 re del bianco · a2 alfiere del bianco · b2 pedone del bianco · d2 cavallo del bianco · e2 pedone del bianco · f2 pedone del bianco · g2 alfiere del nero · b1 torre del nero · c1 torre del nero · g1 alfiere del bianco | c8 donna del bianco · e7 pedone del nero · d6 pedone del nero · a4 pedone del nero · d4 re del nero · e4 pedone del bianco · d3 cavallo del bianco · g3 re del bianco · a2 alfiere del bianco · b2 pedone del bianco · d2 cavallo del bianco · e2 pedone del bianco · f2 pedone del bianco · g2 alfiere del nero · b1 torre del nero · c1 torre del nero · g1 alfiere del bianco | c8 donna del bianco · e7 pedone del nero · d6 pedone del nero · a4 pedone del nero · d4 re del nero · e4 pedone del bianco · d3 cavallo del bianco · g3 re del bianco · a2 alfiere del bianco · b2 pedone del bianco · d2 cavallo del bianco · e2 pedone del bianco · f2 pedone del bianco · g2 alfiere del nero · b1 torre del nero · c1 torre del nero · g1 alfiere del bianco | c8 donna del bianco · e7 pedone del nero · d6 pedone del nero · a4 pedone del nero · d4 re del nero · e4 pedone del bianco · d3 cavallo del bianco · g3 re del bianco · a2 alfiere del bianco · b2 pedone del bianco · d2 cavallo del bianco · e2 pedone del bianco · f2 pedone del bianco · g2 alfiere del nero · b1 torre del nero · c1 torre del nero · g1 alfiere del bianco | c8 donna del bianco · e7 pedone del nero · d6 pedone del nero · a4 pedone del nero · d4 re del nero · e4 pedone del bianco · d3 cavallo del bianco · g3 re del bianco · a2 alfiere del bianco · b2 pedone del bianco · d2 cavallo del bianco · e2 pedone del bianco · f2 pedone del bianco · g2 alfiere del nero · b1 torre del nero · c1 torre del nero · g1 alfiere del bianco | c8 donna del bianco · e7 pedone del nero · d6 pedone del nero · a4 pedone del nero · d4 re del nero · e4 pedone del bianco · d3 cavallo del bianco · g3 re del bianco · a2 alfiere del bianco · b2 pedone del bianco · d2 cavallo del bianco · e2 pedone del bianco · f2 pedone del bianco · g2 alfiere del nero · b1 torre del nero · c1 torre del nero · g1 alfiere del bianco | c8 donna del bianco · e7 pedone del nero · d6 pedone del nero · a4 pedone del nero · d4 re del nero · e4 pedone del bianco · d3 cavallo del bianco · g3 re del bianco · a2 alfiere del bianco · b2 pedone del bianco · d2 cavallo del bianco · e2 pedone del bianco · f2 pedone del bianco · g2 alfiere del nero · b1 torre del nero · c1 torre del nero · g1 alfiere del bianco | 6 |
| 5 | c8 donna del bianco · e7 pedone del nero · d6 pedone del nero · a4 pedone del nero · d4 re del nero · e4 pedone del bianco · d3 cavallo del bianco · g3 re del bianco · a2 alfiere del bianco · b2 pedone del bianco · d2 cavallo del bianco · e2 pedone del bianco · f2 pedone del bianco · g2 alfiere del nero · b1 torre del nero · c1 torre del nero · g1 alfiere del bianco | c8 donna del bianco · e7 pedone del nero · d6 pedone del nero · a4 pedone del nero · d4 re del nero · e4 pedone del bianco · d3 cavallo del bianco · g3 re del bianco · a2 alfiere del bianco · b2 pedone del bianco · d2 cavallo del bianco · e2 pedone del bianco · f2 pedone del bianco · g2 alfiere del nero · b1 torre del nero · c1 torre del nero · g1 alfiere del bianco | c8 donna del bianco · e7 pedone del nero · d6 pedone del nero · a4 pedone del nero · d4 re del nero · e4 pedone del bianco · d3 cavallo del bianco · g3 re del bianco · a2 alfiere del bianco · b2 pedone del bianco · d2 cavallo del bianco · e2 pedone del bianco · f2 pedone del bianco · g2 alfiere del nero · b1 torre del nero · c1 torre del nero · g1 alfiere del bianco | c8 donna del bianco · e7 pedone del nero · d6 pedone del nero · a4 pedone del nero · d4 re del nero · e4 pedone del bianco · d3 cavallo del bianco · g3 re del bianco · a2 alfiere del bianco · b2 pedone del bianco · d2 cavallo del bianco · e2 pedone del bianco · f2 pedone del bianco · g2 alfiere del nero · b1 torre del nero · c1 torre del nero · g1 alfiere del bianco | c8 donna del bianco · e7 pedone del nero · d6 pedone del nero · a4 pedone del nero · d4 re del nero · e4 pedone del bianco · d3 cavallo del bianco · g3 re del bianco · a2 alfiere del bianco · b2 pedone del bianco · d2 cavallo del bianco · e2 pedone del bianco · f2 pedone del bianco · g2 alfiere del nero · b1 torre del nero · c1 torre del nero · g1 alfiere del bianco | c8 donna del bianco · e7 pedone del nero · d6 pedone del nero · a4 pedone del nero · d4 re del nero · e4 pedone del bianco · d3 cavallo del bianco · g3 re del bianco · a2 alfiere del bianco · b2 pedone del bianco · d2 cavallo del bianco · e2 pedone del bianco · f2 pedone del bianco · g2 alfiere del nero · b1 torre del nero · c1 torre del nero · g1 alfiere del bianco | c8 donna del bianco · e7 pedone del nero · d6 pedone del nero · a4 pedone del nero · d4 re del nero · e4 pedone del bianco · d3 cavallo del bianco · g3 re del bianco · a2 alfiere del bianco · b2 pedone del bianco · d2 cavallo del bianco · e2 pedone del bianco · f2 pedone del bianco · g2 alfiere del nero · b1 torre del nero · c1 torre del nero · g1 alfiere del bianco | c8 donna del bianco · e7 pedone del nero · d6 pedone del nero · a4 pedone del nero · d4 re del nero · e4 pedone del bianco · d3 cavallo del bianco · g3 re del bianco · a2 alfiere del bianco · b2 pedone del bianco · d2 cavallo del bianco · e2 pedone del bianco · f2 pedone del bianco · g2 alfiere del nero · b1 torre del nero · c1 torre del nero · g1 alfiere del bianco | 5 |
| 4 | c8 donna del bianco · e7 pedone del nero · d6 pedone del nero · a4 pedone del nero · d4 re del nero · e4 pedone del bianco · d3 cavallo del bianco · g3 re del bianco · a2 alfiere del bianco · b2 pedone del bianco · d2 cavallo del bianco · e2 pedone del bianco · f2 pedone del bianco · g2 alfiere del nero · b1 torre del nero · c1 torre del nero · g1 alfiere del bianco | c8 donna del bianco · e7 pedone del nero · d6 pedone del nero · a4 pedone del nero · d4 re del nero · e4 pedone del bianco · d3 cavallo del bianco · g3 re del bianco · a2 alfiere del bianco · b2 pedone del bianco · d2 cavallo del bianco · e2 pedone del bianco · f2 pedone del bianco · g2 alfiere del nero · b1 torre del nero · c1 torre del nero · g1 alfiere del bianco | c8 donna del bianco · e7 pedone del nero · d6 pedone del nero · a4 pedone del nero · d4 re del nero · e4 pedone del bianco · d3 cavallo del bianco · g3 re del bianco · a2 alfiere del bianco · b2 pedone del bianco · d2 cavallo del bianco · e2 pedone del bianco · f2 pedone del bianco · g2 alfiere del nero · b1 torre del nero · c1 torre del nero · g1 alfiere del bianco | c8 donna del bianco · e7 pedone del nero · d6 pedone del nero · a4 pedone del nero · d4 re del nero · e4 pedone del bianco · d3 cavallo del bianco · g3 re del bianco · a2 alfiere del bianco · b2 pedone del bianco · d2 cavallo del bianco · e2 pedone del bianco · f2 pedone del bianco · g2 alfiere del nero · b1 torre del nero · c1 torre del nero · g1 alfiere del bianco | c8 donna del bianco · e7 pedone del nero · d6 pedone del nero · a4 pedone del nero · d4 re del nero · e4 pedone del bianco · d3 cavallo del bianco · g3 re del bianco · a2 alfiere del bianco · b2 pedone del bianco · d2 cavallo del bianco · e2 pedone del bianco · f2 pedone del bianco · g2 alfiere del nero · b1 torre del nero · c1 torre del nero · g1 alfiere del bianco | c8 donna del bianco · e7 pedone del nero · d6 pedone del nero · a4 pedone del nero · d4 re del nero · e4 pedone del bianco · d3 cavallo del bianco · g3 re del bianco · a2 alfiere del bianco · b2 pedone del bianco · d2 cavallo del bianco · e2 pedone del bianco · f2 pedone del bianco · g2 alfiere del nero · b1 torre del nero · c1 torre del nero · g1 alfiere del bianco | c8 donna del bianco · e7 pedone del nero · d6 pedone del nero · a4 pedone del nero · d4 re del nero · e4 pedone del bianco · d3 cavallo del bianco · g3 re del bianco · a2 alfiere del bianco · b2 pedone del bianco · d2 cavallo del bianco · e2 pedone del bianco · f2 pedone del bianco · g2 alfiere del nero · b1 torre del nero · c1 torre del nero · g1 alfiere del bianco | c8 donna del bianco · e7 pedone del nero · d6 pedone del nero · a4 pedone del nero · d4 re del nero · e4 pedone del bianco · d3 cavallo del bianco · g3 re del bianco · a2 alfiere del bianco · b2 pedone del bianco · d2 cavallo del bianco · e2 pedone del bianco · f2 pedone del bianco · g2 alfiere del nero · b1 torre del nero · c1 torre del nero · g1 alfiere del bianco | 4 |
| 3 | c8 donna del bianco · e7 pedone del nero · d6 pedone del nero · a4 pedone del nero · d4 re del nero · e4 pedone del bianco · d3 cavallo del bianco · g3 re del bianco · a2 alfiere del bianco · b2 pedone del bianco · d2 cavallo del bianco · e2 pedone del bianco · f2 pedone del bianco · g2 alfiere del nero · b1 torre del nero · c1 torre del nero · g1 alfiere del bianco | c8 donna del bianco · e7 pedone del nero · d6 pedone del nero · a4 pedone del nero · d4 re del nero · e4 pedone del bianco · d3 cavallo del bianco · g3 re del bianco · a2 alfiere del bianco · b2 pedone del bianco · d2 cavallo del bianco · e2 pedone del bianco · f2 pedone del bianco · g2 alfiere del nero · b1 torre del nero · c1 torre del nero · g1 alfiere del bianco | c8 donna del bianco · e7 pedone del nero · d6 pedone del nero · a4 pedone del nero · d4 re del nero · e4 pedone del bianco · d3 cavallo del bianco · g3 re del bianco · a2 alfiere del bianco · b2 pedone del bianco · d2 cavallo del bianco · e2 pedone del bianco · f2 pedone del bianco · g2 alfiere del nero · b1 torre del nero · c1 torre del nero · g1 alfiere del bianco | c8 donna del bianco · e7 pedone del nero · d6 pedone del nero · a4 pedone del nero · d4 re del nero · e4 pedone del bianco · d3 cavallo del bianco · g3 re del bianco · a2 alfiere del bianco · b2 pedone del bianco · d2 cavallo del bianco · e2 pedone del bianco · f2 pedone del bianco · g2 alfiere del nero · b1 torre del nero · c1 torre del nero · g1 alfiere del bianco | c8 donna del bianco · e7 pedone del nero · d6 pedone del nero · a4 pedone del nero · d4 re del nero · e4 pedone del bianco · d3 cavallo del bianco · g3 re del bianco · a2 alfiere del bianco · b2 pedone del bianco · d2 cavallo del bianco · e2 pedone del bianco · f2 pedone del bianco · g2 alfiere del nero · b1 torre del nero · c1 torre del nero · g1 alfiere del bianco | c8 donna del bianco · e7 pedone del nero · d6 pedone del nero · a4 pedone del nero · d4 re del nero · e4 pedone del bianco · d3 cavallo del bianco · g3 re del bianco · a2 alfiere del bianco · b2 pedone del bianco · d2 cavallo del bianco · e2 pedone del bianco · f2 pedone del bianco · g2 alfiere del nero · b1 torre del nero · c1 torre del nero · g1 alfiere del bianco | c8 donna del bianco · e7 pedone del nero · d6 pedone del nero · a4 pedone del nero · d4 re del nero · e4 pedone del bianco · d3 cavallo del bianco · g3 re del bianco · a2 alfiere del bianco · b2 pedone del bianco · d2 cavallo del bianco · e2 pedone del bianco · f2 pedone del bianco · g2 alfiere del nero · b1 torre del nero · c1 torre del nero · g1 alfiere del bianco | c8 donna del bianco · e7 pedone del nero · d6 pedone del nero · a4 pedone del nero · d4 re del nero · e4 pedone del bianco · d3 cavallo del bianco · g3 re del bianco · a2 alfiere del bianco · b2 pedone del bianco · d2 cavallo del bianco · e2 pedone del bianco · f2 pedone del bianco · g2 alfiere del nero · b1 torre del nero · c1 torre del nero · g1 alfiere del bianco | 3 |
| 2 | c8 donna del bianco · e7 pedone del nero · d6 pedone del nero · a4 pedone del nero · d4 re del nero · e4 pedone del bianco · d3 cavallo del bianco · g3 re del bianco · a2 alfiere del bianco · b2 pedone del bianco · d2 cavallo del bianco · e2 pedone del bianco · f2 pedone del bianco · g2 alfiere del nero · b1 torre del nero · c1 torre del nero · g1 alfiere del bianco | c8 donna del bianco · e7 pedone del nero · d6 pedone del nero · a4 pedone del nero · d4 re del nero · e4 pedone del bianco · d3 cavallo del bianco · g3 re del bianco · a2 alfiere del bianco · b2 pedone del bianco · d2 cavallo del bianco · e2 pedone del bianco · f2 pedone del bianco · g2 alfiere del nero · b1 torre del nero · c1 torre del nero · g1 alfiere del bianco | c8 donna del bianco · e7 pedone del nero · d6 pedone del nero · a4 pedone del nero · d4 re del nero · e4 pedone del bianco · d3 cavallo del bianco · g3 re del bianco · a2 alfiere del bianco · b2 pedone del bianco · d2 cavallo del bianco · e2 pedone del bianco · f2 pedone del bianco · g2 alfiere del nero · b1 torre del nero · c1 torre del nero · g1 alfiere del bianco | c8 donna del bianco · e7 pedone del nero · d6 pedone del nero · a4 pedone del nero · d4 re del nero · e4 pedone del bianco · d3 cavallo del bianco · g3 re del bianco · a2 alfiere del bianco · b2 pedone del bianco · d2 cavallo del bianco · e2 pedone del bianco · f2 pedone del bianco · g2 alfiere del nero · b1 torre del nero · c1 torre del nero · g1 alfiere del bianco | c8 donna del bianco · e7 pedone del nero · d6 pedone del nero · a4 pedone del nero · d4 re del nero · e4 pedone del bianco · d3 cavallo del bianco · g3 re del bianco · a2 alfiere del bianco · b2 pedone del bianco · d2 cavallo del bianco · e2 pedone del bianco · f2 pedone del bianco · g2 alfiere del nero · b1 torre del nero · c1 torre del nero · g1 alfiere del bianco | c8 donna del bianco · e7 pedone del nero · d6 pedone del nero · a4 pedone del nero · d4 re del nero · e4 pedone del bianco · d3 cavallo del bianco · g3 re del bianco · a2 alfiere del bianco · b2 pedone del bianco · d2 cavallo del bianco · e2 pedone del bianco · f2 pedone del bianco · g2 alfiere del nero · b1 torre del nero · c1 torre del nero · g1 alfiere del bianco | c8 donna del bianco · e7 pedone del nero · d6 pedone del nero · a4 pedone del nero · d4 re del nero · e4 pedone del bianco · d3 cavallo del bianco · g3 re del bianco · a2 alfiere del bianco · b2 pedone del bianco · d2 cavallo del bianco · e2 pedone del bianco · f2 pedone del bianco · g2 alfiere del nero · b1 torre del nero · c1 torre del nero · g1 alfiere del bianco | c8 donna del bianco · e7 pedone del nero · d6 pedone del nero · a4 pedone del nero · d4 re del nero · e4 pedone del bianco · d3 cavallo del bianco · g3 re del bianco · a2 alfiere del bianco · b2 pedone del bianco · d2 cavallo del bianco · e2 pedone del bianco · f2 pedone del bianco · g2 alfiere del nero · b1 torre del nero · c1 torre del nero · g1 alfiere del bianco | 2 |
| 1 | c8 donna del bianco · e7 pedone del nero · d6 pedone del nero · a4 pedone del nero · d4 re del nero · e4 pedone del bianco · d3 cavallo del bianco · g3 re del bianco · a2 alfiere del bianco · b2 pedone del bianco · d2 cavallo del bianco · e2 pedone del bianco · f2 pedone del bianco · g2 alfiere del nero · b1 torre del nero · c1 torre del nero · g1 alfiere del bianco | c8 donna del bianco · e7 pedone del nero · d6 pedone del nero · a4 pedone del nero · d4 re del nero · e4 pedone del bianco · d3 cavallo del bianco · g3 re del bianco · a2 alfiere del bianco · b2 pedone del bianco · d2 cavallo del bianco · e2 pedone del bianco · f2 pedone del bianco · g2 alfiere del nero · b1 torre del nero · c1 torre del nero · g1 alfiere del bianco | c8 donna del bianco · e7 pedone del nero · d6 pedone del nero · a4 pedone del nero · d4 re del nero · e4 pedone del bianco · d3 cavallo del bianco · g3 re del bianco · a2 alfiere del bianco · b2 pedone del bianco · d2 cavallo del bianco · e2 pedone del bianco · f2 pedone del bianco · g2 alfiere del nero · b1 torre del nero · c1 torre del nero · g1 alfiere del bianco | c8 donna del bianco · e7 pedone del nero · d6 pedone del nero · a4 pedone del nero · d4 re del nero · e4 pedone del bianco · d3 cavallo del bianco · g3 re del bianco · a2 alfiere del bianco · b2 pedone del bianco · d2 cavallo del bianco · e2 pedone del bianco · f2 pedone del bianco · g2 alfiere del nero · b1 torre del nero · c1 torre del nero · g1 alfiere del bianco | c8 donna del bianco · e7 pedone del nero · d6 pedone del nero · a4 pedone del nero · d4 re del nero · e4 pedone del bianco · d3 cavallo del bianco · g3 re del bianco · a2 alfiere del bianco · b2 pedone del bianco · d2 cavallo del bianco · e2 pedone del bianco · f2 pedone del bianco · g2 alfiere del nero · b1 torre del nero · c1 torre del nero · g1 alfiere del bianco | c8 donna del bianco · e7 pedone del nero · d6 pedone del nero · a4 pedone del nero · d4 re del nero · e4 pedone del bianco · d3 cavallo del bianco · g3 re del bianco · a2 alfiere del bianco · b2 pedone del bianco · d2 cavallo del bianco · e2 pedone del bianco · f2 pedone del bianco · g2 alfiere del nero · b1 torre del nero · c1 torre del nero · g1 alfiere del bianco | c8 donna del bianco · e7 pedone del nero · d6 pedone del nero · a4 pedone del nero · d4 re del nero · e4 pedone del bianco · d3 cavallo del bianco · g3 re del bianco · a2 alfiere del bianco · b2 pedone del bianco · d2 cavallo del bianco · e2 pedone del bianco · f2 pedone del bianco · g2 alfiere del nero · b1 torre del nero · c1 torre del nero · g1 alfiere del bianco | c8 donna del bianco · e7 pedone del nero · d6 pedone del nero · a4 pedone del nero · d4 re del nero · e4 pedone del bianco · d3 cavallo del bianco · g3 re del bianco · a2 alfiere del bianco · b2 pedone del bianco · d2 cavallo del bianco · e2 pedone del bianco · f2 pedone del bianco · g2 alfiere del nero · b1 torre del nero · c1 torre del nero · g1 alfiere del bianco | 1 |
|   | a | b | c | d | e | f | g | h |   |

Soluzione:
1. Ce1 !  (min. 2. f4#)
1. ...Re5  2. Dh8#

1. ...Af3  2. Cxf3#

|   | a | b | c | d | e | f | g | h |   |
| 8 | g8 donna del bianco · e7 pedone del nero · h7 pedone del nero · e6 cavallo del bianco · h6 alfiere del bianco · a5 torre del bianco · d5 donna del nero · e5 re del nero · a4 alfiere del bianco · h4 cavallo del bianco · d3 torre del bianco · h2 re del bianco · h1 alfiere del nero | g8 donna del bianco · e7 pedone del nero · h7 pedone del nero · e6 cavallo del bianco · h6 alfiere del bianco · a5 torre del bianco · d5 donna del nero · e5 re del nero · a4 alfiere del bianco · h4 cavallo del bianco · d3 torre del bianco · h2 re del bianco · h1 alfiere del nero | g8 donna del bianco · e7 pedone del nero · h7 pedone del nero · e6 cavallo del bianco · h6 alfiere del bianco · a5 torre del bianco · d5 donna del nero · e5 re del nero · a4 alfiere del bianco · h4 cavallo del bianco · d3 torre del bianco · h2 re del bianco · h1 alfiere del nero | g8 donna del bianco · e7 pedone del nero · h7 pedone del nero · e6 cavallo del bianco · h6 alfiere del bianco · a5 torre del bianco · d5 donna del nero · e5 re del nero · a4 alfiere del bianco · h4 cavallo del bianco · d3 torre del bianco · h2 re del bianco · h1 alfiere del nero | g8 donna del bianco · e7 pedone del nero · h7 pedone del nero · e6 cavallo del bianco · h6 alfiere del bianco · a5 torre del bianco · d5 donna del nero · e5 re del nero · a4 alfiere del bianco · h4 cavallo del bianco · d3 torre del bianco · h2 re del bianco · h1 alfiere del nero | g8 donna del bianco · e7 pedone del nero · h7 pedone del nero · e6 cavallo del bianco · h6 alfiere del bianco · a5 torre del bianco · d5 donna del nero · e5 re del nero · a4 alfiere del bianco · h4 cavallo del bianco · d3 torre del bianco · h2 re del bianco · h1 alfiere del nero | g8 donna del bianco · e7 pedone del nero · h7 pedone del nero · e6 cavallo del bianco · h6 alfiere del bianco · a5 torre del bianco · d5 donna del nero · e5 re del nero · a4 alfiere del bianco · h4 cavallo del bianco · d3 torre del bianco · h2 re del bianco · h1 alfiere del nero | g8 donna del bianco · e7 pedone del nero · h7 pedone del nero · e6 cavallo del bianco · h6 alfiere del bianco · a5 torre del bianco · d5 donna del nero · e5 re del nero · a4 alfiere del bianco · h4 cavallo del bianco · d3 torre del bianco · h2 re del bianco · h1 alfiere del nero | 8 |
| 7 | g8 donna del bianco · e7 pedone del nero · h7 pedone del nero · e6 cavallo del bianco · h6 alfiere del bianco · a5 torre del bianco · d5 donna del nero · e5 re del nero · a4 alfiere del bianco · h4 cavallo del bianco · d3 torre del bianco · h2 re del bianco · h1 alfiere del nero | g8 donna del bianco · e7 pedone del nero · h7 pedone del nero · e6 cavallo del bianco · h6 alfiere del bianco · a5 torre del bianco · d5 donna del nero · e5 re del nero · a4 alfiere del bianco · h4 cavallo del bianco · d3 torre del bianco · h2 re del bianco · h1 alfiere del nero | g8 donna del bianco · e7 pedone del nero · h7 pedone del nero · e6 cavallo del bianco · h6 alfiere del bianco · a5 torre del bianco · d5 donna del nero · e5 re del nero · a4 alfiere del bianco · h4 cavallo del bianco · d3 torre del bianco · h2 re del bianco · h1 alfiere del nero | g8 donna del bianco · e7 pedone del nero · h7 pedone del nero · e6 cavallo del bianco · h6 alfiere del bianco · a5 torre del bianco · d5 donna del nero · e5 re del nero · a4 alfiere del bianco · h4 cavallo del bianco · d3 torre del bianco · h2 re del bianco · h1 alfiere del nero | g8 donna del bianco · e7 pedone del nero · h7 pedone del nero · e6 cavallo del bianco · h6 alfiere del bianco · a5 torre del bianco · d5 donna del nero · e5 re del nero · a4 alfiere del bianco · h4 cavallo del bianco · d3 torre del bianco · h2 re del bianco · h1 alfiere del nero | g8 donna del bianco · e7 pedone del nero · h7 pedone del nero · e6 cavallo del bianco · h6 alfiere del bianco · a5 torre del bianco · d5 donna del nero · e5 re del nero · a4 alfiere del bianco · h4 cavallo del bianco · d3 torre del bianco · h2 re del bianco · h1 alfiere del nero | g8 donna del bianco · e7 pedone del nero · h7 pedone del nero · e6 cavallo del bianco · h6 alfiere del bianco · a5 torre del bianco · d5 donna del nero · e5 re del nero · a4 alfiere del bianco · h4 cavallo del bianco · d3 torre del bianco · h2 re del bianco · h1 alfiere del nero | g8 donna del bianco · e7 pedone del nero · h7 pedone del nero · e6 cavallo del bianco · h6 alfiere del bianco · a5 torre del bianco · d5 donna del nero · e5 re del nero · a4 alfiere del bianco · h4 cavallo del bianco · d3 torre del bianco · h2 re del bianco · h1 alfiere del nero | 7 |
| 6 | g8 donna del bianco · e7 pedone del nero · h7 pedone del nero · e6 cavallo del bianco · h6 alfiere del bianco · a5 torre del bianco · d5 donna del nero · e5 re del nero · a4 alfiere del bianco · h4 cavallo del bianco · d3 torre del bianco · h2 re del bianco · h1 alfiere del nero | g8 donna del bianco · e7 pedone del nero · h7 pedone del nero · e6 cavallo del bianco · h6 alfiere del bianco · a5 torre del bianco · d5 donna del nero · e5 re del nero · a4 alfiere del bianco · h4 cavallo del bianco · d3 torre del bianco · h2 re del bianco · h1 alfiere del nero | g8 donna del bianco · e7 pedone del nero · h7 pedone del nero · e6 cavallo del bianco · h6 alfiere del bianco · a5 torre del bianco · d5 donna del nero · e5 re del nero · a4 alfiere del bianco · h4 cavallo del bianco · d3 torre del bianco · h2 re del bianco · h1 alfiere del nero | g8 donna del bianco · e7 pedone del nero · h7 pedone del nero · e6 cavallo del bianco · h6 alfiere del bianco · a5 torre del bianco · d5 donna del nero · e5 re del nero · a4 alfiere del bianco · h4 cavallo del bianco · d3 torre del bianco · h2 re del bianco · h1 alfiere del nero | g8 donna del bianco · e7 pedone del nero · h7 pedone del nero · e6 cavallo del bianco · h6 alfiere del bianco · a5 torre del bianco · d5 donna del nero · e5 re del nero · a4 alfiere del bianco · h4 cavallo del bianco · d3 torre del bianco · h2 re del bianco · h1 alfiere del nero | g8 donna del bianco · e7 pedone del nero · h7 pedone del nero · e6 cavallo del bianco · h6 alfiere del bianco · a5 torre del bianco · d5 donna del nero · e5 re del nero · a4 alfiere del bianco · h4 cavallo del bianco · d3 torre del bianco · h2 re del bianco · h1 alfiere del nero | g8 donna del bianco · e7 pedone del nero · h7 pedone del nero · e6 cavallo del bianco · h6 alfiere del bianco · a5 torre del bianco · d5 donna del nero · e5 re del nero · a4 alfiere del bianco · h4 cavallo del bianco · d3 torre del bianco · h2 re del bianco · h1 alfiere del nero | g8 donna del bianco · e7 pedone del nero · h7 pedone del nero · e6 cavallo del bianco · h6 alfiere del bianco · a5 torre del bianco · d5 donna del nero · e5 re del nero · a4 alfiere del bianco · h4 cavallo del bianco · d3 torre del bianco · h2 re del bianco · h1 alfiere del nero | 6 |
| 5 | g8 donna del bianco · e7 pedone del nero · h7 pedone del nero · e6 cavallo del bianco · h6 alfiere del bianco · a5 torre del bianco · d5 donna del nero · e5 re del nero · a4 alfiere del bianco · h4 cavallo del bianco · d3 torre del bianco · h2 re del bianco · h1 alfiere del nero | g8 donna del bianco · e7 pedone del nero · h7 pedone del nero · e6 cavallo del bianco · h6 alfiere del bianco · a5 torre del bianco · d5 donna del nero · e5 re del nero · a4 alfiere del bianco · h4 cavallo del bianco · d3 torre del bianco · h2 re del bianco · h1 alfiere del nero | g8 donna del bianco · e7 pedone del nero · h7 pedone del nero · e6 cavallo del bianco · h6 alfiere del bianco · a5 torre del bianco · d5 donna del nero · e5 re del nero · a4 alfiere del bianco · h4 cavallo del bianco · d3 torre del bianco · h2 re del bianco · h1 alfiere del nero | g8 donna del bianco · e7 pedone del nero · h7 pedone del nero · e6 cavallo del bianco · h6 alfiere del bianco · a5 torre del bianco · d5 donna del nero · e5 re del nero · a4 alfiere del bianco · h4 cavallo del bianco · d3 torre del bianco · h2 re del bianco · h1 alfiere del nero | g8 donna del bianco · e7 pedone del nero · h7 pedone del nero · e6 cavallo del bianco · h6 alfiere del bianco · a5 torre del bianco · d5 donna del nero · e5 re del nero · a4 alfiere del bianco · h4 cavallo del bianco · d3 torre del bianco · h2 re del bianco · h1 alfiere del nero | g8 donna del bianco · e7 pedone del nero · h7 pedone del nero · e6 cavallo del bianco · h6 alfiere del bianco · a5 torre del bianco · d5 donna del nero · e5 re del nero · a4 alfiere del bianco · h4 cavallo del bianco · d3 torre del bianco · h2 re del bianco · h1 alfiere del nero | g8 donna del bianco · e7 pedone del nero · h7 pedone del nero · e6 cavallo del bianco · h6 alfiere del bianco · a5 torre del bianco · d5 donna del nero · e5 re del nero · a4 alfiere del bianco · h4 cavallo del bianco · d3 torre del bianco · h2 re del bianco · h1 alfiere del nero | g8 donna del bianco · e7 pedone del nero · h7 pedone del nero · e6 cavallo del bianco · h6 alfiere del bianco · a5 torre del bianco · d5 donna del nero · e5 re del nero · a4 alfiere del bianco · h4 cavallo del bianco · d3 torre del bianco · h2 re del bianco · h1 alfiere del nero | 5 |
| 4 | g8 donna del bianco · e7 pedone del nero · h7 pedone del nero · e6 cavallo del bianco · h6 alfiere del bianco · a5 torre del bianco · d5 donna del nero · e5 re del nero · a4 alfiere del bianco · h4 cavallo del bianco · d3 torre del bianco · h2 re del bianco · h1 alfiere del nero | g8 donna del bianco · e7 pedone del nero · h7 pedone del nero · e6 cavallo del bianco · h6 alfiere del bianco · a5 torre del bianco · d5 donna del nero · e5 re del nero · a4 alfiere del bianco · h4 cavallo del bianco · d3 torre del bianco · h2 re del bianco · h1 alfiere del nero | g8 donna del bianco · e7 pedone del nero · h7 pedone del nero · e6 cavallo del bianco · h6 alfiere del bianco · a5 torre del bianco · d5 donna del nero · e5 re del nero · a4 alfiere del bianco · h4 cavallo del bianco · d3 torre del bianco · h2 re del bianco · h1 alfiere del nero | g8 donna del bianco · e7 pedone del nero · h7 pedone del nero · e6 cavallo del bianco · h6 alfiere del bianco · a5 torre del bianco · d5 donna del nero · e5 re del nero · a4 alfiere del bianco · h4 cavallo del bianco · d3 torre del bianco · h2 re del bianco · h1 alfiere del nero | g8 donna del bianco · e7 pedone del nero · h7 pedone del nero · e6 cavallo del bianco · h6 alfiere del bianco · a5 torre del bianco · d5 donna del nero · e5 re del nero · a4 alfiere del bianco · h4 cavallo del bianco · d3 torre del bianco · h2 re del bianco · h1 alfiere del nero | g8 donna del bianco · e7 pedone del nero · h7 pedone del nero · e6 cavallo del bianco · h6 alfiere del bianco · a5 torre del bianco · d5 donna del nero · e5 re del nero · a4 alfiere del bianco · h4 cavallo del bianco · d3 torre del bianco · h2 re del bianco · h1 alfiere del nero | g8 donna del bianco · e7 pedone del nero · h7 pedone del nero · e6 cavallo del bianco · h6 alfiere del bianco · a5 torre del bianco · d5 donna del nero · e5 re del nero · a4 alfiere del bianco · h4 cavallo del bianco · d3 torre del bianco · h2 re del bianco · h1 alfiere del nero | g8 donna del bianco · e7 pedone del nero · h7 pedone del nero · e6 cavallo del bianco · h6 alfiere del bianco · a5 torre del bianco · d5 donna del nero · e5 re del nero · a4 alfiere del bianco · h4 cavallo del bianco · d3 torre del bianco · h2 re del bianco · h1 alfiere del nero | 4 |
| 3 | g8 donna del bianco · e7 pedone del nero · h7 pedone del nero · e6 cavallo del bianco · h6 alfiere del bianco · a5 torre del bianco · d5 donna del nero · e5 re del nero · a4 alfiere del bianco · h4 cavallo del bianco · d3 torre del bianco · h2 re del bianco · h1 alfiere del nero | g8 donna del bianco · e7 pedone del nero · h7 pedone del nero · e6 cavallo del bianco · h6 alfiere del bianco · a5 torre del bianco · d5 donna del nero · e5 re del nero · a4 alfiere del bianco · h4 cavallo del bianco · d3 torre del bianco · h2 re del bianco · h1 alfiere del nero | g8 donna del bianco · e7 pedone del nero · h7 pedone del nero · e6 cavallo del bianco · h6 alfiere del bianco · a5 torre del bianco · d5 donna del nero · e5 re del nero · a4 alfiere del bianco · h4 cavallo del bianco · d3 torre del bianco · h2 re del bianco · h1 alfiere del nero | g8 donna del bianco · e7 pedone del nero · h7 pedone del nero · e6 cavallo del bianco · h6 alfiere del bianco · a5 torre del bianco · d5 donna del nero · e5 re del nero · a4 alfiere del bianco · h4 cavallo del bianco · d3 torre del bianco · h2 re del bianco · h1 alfiere del nero | g8 donna del bianco · e7 pedone del nero · h7 pedone del nero · e6 cavallo del bianco · h6 alfiere del bianco · a5 torre del bianco · d5 donna del nero · e5 re del nero · a4 alfiere del bianco · h4 cavallo del bianco · d3 torre del bianco · h2 re del bianco · h1 alfiere del nero | g8 donna del bianco · e7 pedone del nero · h7 pedone del nero · e6 cavallo del bianco · h6 alfiere del bianco · a5 torre del bianco · d5 donna del nero · e5 re del nero · a4 alfiere del bianco · h4 cavallo del bianco · d3 torre del bianco · h2 re del bianco · h1 alfiere del nero | g8 donna del bianco · e7 pedone del nero · h7 pedone del nero · e6 cavallo del bianco · h6 alfiere del bianco · a5 torre del bianco · d5 donna del nero · e5 re del nero · a4 alfiere del bianco · h4 cavallo del bianco · d3 torre del bianco · h2 re del bianco · h1 alfiere del nero | g8 donna del bianco · e7 pedone del nero · h7 pedone del nero · e6 cavallo del bianco · h6 alfiere del bianco · a5 torre del bianco · d5 donna del nero · e5 re del nero · a4 alfiere del bianco · h4 cavallo del bianco · d3 torre del bianco · h2 re del bianco · h1 alfiere del nero | 3 |
| 2 | g8 donna del bianco · e7 pedone del nero · h7 pedone del nero · e6 cavallo del bianco · h6 alfiere del bianco · a5 torre del bianco · d5 donna del nero · e5 re del nero · a4 alfiere del bianco · h4 cavallo del bianco · d3 torre del bianco · h2 re del bianco · h1 alfiere del nero | g8 donna del bianco · e7 pedone del nero · h7 pedone del nero · e6 cavallo del bianco · h6 alfiere del bianco · a5 torre del bianco · d5 donna del nero · e5 re del nero · a4 alfiere del bianco · h4 cavallo del bianco · d3 torre del bianco · h2 re del bianco · h1 alfiere del nero | g8 donna del bianco · e7 pedone del nero · h7 pedone del nero · e6 cavallo del bianco · h6 alfiere del bianco · a5 torre del bianco · d5 donna del nero · e5 re del nero · a4 alfiere del bianco · h4 cavallo del bianco · d3 torre del bianco · h2 re del bianco · h1 alfiere del nero | g8 donna del bianco · e7 pedone del nero · h7 pedone del nero · e6 cavallo del bianco · h6 alfiere del bianco · a5 torre del bianco · d5 donna del nero · e5 re del nero · a4 alfiere del bianco · h4 cavallo del bianco · d3 torre del bianco · h2 re del bianco · h1 alfiere del nero | g8 donna del bianco · e7 pedone del nero · h7 pedone del nero · e6 cavallo del bianco · h6 alfiere del bianco · a5 torre del bianco · d5 donna del nero · e5 re del nero · a4 alfiere del bianco · h4 cavallo del bianco · d3 torre del bianco · h2 re del bianco · h1 alfiere del nero | g8 donna del bianco · e7 pedone del nero · h7 pedone del nero · e6 cavallo del bianco · h6 alfiere del bianco · a5 torre del bianco · d5 donna del nero · e5 re del nero · a4 alfiere del bianco · h4 cavallo del bianco · d3 torre del bianco · h2 re del bianco · h1 alfiere del nero | g8 donna del bianco · e7 pedone del nero · h7 pedone del nero · e6 cavallo del bianco · h6 alfiere del bianco · a5 torre del bianco · d5 donna del nero · e5 re del nero · a4 alfiere del bianco · h4 cavallo del bianco · d3 torre del bianco · h2 re del bianco · h1 alfiere del nero | g8 donna del bianco · e7 pedone del nero · h7 pedone del nero · e6 cavallo del bianco · h6 alfiere del bianco · a5 torre del bianco · d5 donna del nero · e5 re del nero · a4 alfiere del bianco · h4 cavallo del bianco · d3 torre del bianco · h2 re del bianco · h1 alfiere del nero | 2 |
| 1 | g8 donna del bianco · e7 pedone del nero · h7 pedone del nero · e6 cavallo del bianco · h6 alfiere del bianco · a5 torre del bianco · d5 donna del nero · e5 re del nero · a4 alfiere del bianco · h4 cavallo del bianco · d3 torre del bianco · h2 re del bianco · h1 alfiere del nero | g8 donna del bianco · e7 pedone del nero · h7 pedone del nero · e6 cavallo del bianco · h6 alfiere del bianco · a5 torre del bianco · d5 donna del nero · e5 re del nero · a4 alfiere del bianco · h4 cavallo del bianco · d3 torre del bianco · h2 re del bianco · h1 alfiere del nero | g8 donna del bianco · e7 pedone del nero · h7 pedone del nero · e6 cavallo del bianco · h6 alfiere del bianco · a5 torre del bianco · d5 donna del nero · e5 re del nero · a4 alfiere del bianco · h4 cavallo del bianco · d3 torre del bianco · h2 re del bianco · h1 alfiere del nero | g8 donna del bianco · e7 pedone del nero · h7 pedone del nero · e6 cavallo del bianco · h6 alfiere del bianco · a5 torre del bianco · d5 donna del nero · e5 re del nero · a4 alfiere del bianco · h4 cavallo del bianco · d3 torre del bianco · h2 re del bianco · h1 alfiere del nero | g8 donna del bianco · e7 pedone del nero · h7 pedone del nero · e6 cavallo del bianco · h6 alfiere del bianco · a5 torre del bianco · d5 donna del nero · e5 re del nero · a4 alfiere del bianco · h4 cavallo del bianco · d3 torre del bianco · h2 re del bianco · h1 alfiere del nero | g8 donna del bianco · e7 pedone del nero · h7 pedone del nero · e6 cavallo del bianco · h6 alfiere del bianco · a5 torre del bianco · d5 donna del nero · e5 re del nero · a4 alfiere del bianco · h4 cavallo del bianco · d3 torre del bianco · h2 re del bianco · h1 alfiere del nero | g8 donna del bianco · e7 pedone del nero · h7 pedone del nero · e6 cavallo del bianco · h6 alfiere del bianco · a5 torre del bianco · d5 donna del nero · e5 re del nero · a4 alfiere del bianco · h4 cavallo del bianco · d3 torre del bianco · h2 re del bianco · h1 alfiere del nero | g8 donna del bianco · e7 pedone del nero · h7 pedone del nero · e6 cavallo del bianco · h6 alfiere del bianco · a5 torre del bianco · d5 donna del nero · e5 re del nero · a4 alfiere del bianco · h4 cavallo del bianco · d3 torre del bianco · h2 re del bianco · h1 alfiere del nero | 1 |
|   | a | b | c | d | e | f | g | h |   |

Soluzione:
1. Cf4 !  (min. 2. De6#)
1. ... Re4  2. Dxd5#

1. ... Rf6  2. Dg7#

|   | a | b | c | d | e | f | g | h |   |
| 8 | f7 alfiere del bianco · a6 re del bianco · c6 pedone del nero · c5 pedone del bianco · e5 re del nero · h5 pedone del nero · d4 pedone del nero · e4 cavallo del bianco · f4 torre del bianco · h4 pedone del nero · b3 pedone del bianco · d3 torre del nero · e3 pedone del bianco · h3 pedone del bianco · e2 cavallo del bianco · d1 cavallo del nero | f7 alfiere del bianco · a6 re del bianco · c6 pedone del nero · c5 pedone del bianco · e5 re del nero · h5 pedone del nero · d4 pedone del nero · e4 cavallo del bianco · f4 torre del bianco · h4 pedone del nero · b3 pedone del bianco · d3 torre del nero · e3 pedone del bianco · h3 pedone del bianco · e2 cavallo del bianco · d1 cavallo del nero | f7 alfiere del bianco · a6 re del bianco · c6 pedone del nero · c5 pedone del bianco · e5 re del nero · h5 pedone del nero · d4 pedone del nero · e4 cavallo del bianco · f4 torre del bianco · h4 pedone del nero · b3 pedone del bianco · d3 torre del nero · e3 pedone del bianco · h3 pedone del bianco · e2 cavallo del bianco · d1 cavallo del nero | f7 alfiere del bianco · a6 re del bianco · c6 pedone del nero · c5 pedone del bianco · e5 re del nero · h5 pedone del nero · d4 pedone del nero · e4 cavallo del bianco · f4 torre del bianco · h4 pedone del nero · b3 pedone del bianco · d3 torre del nero · e3 pedone del bianco · h3 pedone del bianco · e2 cavallo del bianco · d1 cavallo del nero | f7 alfiere del bianco · a6 re del bianco · c6 pedone del nero · c5 pedone del bianco · e5 re del nero · h5 pedone del nero · d4 pedone del nero · e4 cavallo del bianco · f4 torre del bianco · h4 pedone del nero · b3 pedone del bianco · d3 torre del nero · e3 pedone del bianco · h3 pedone del bianco · e2 cavallo del bianco · d1 cavallo del nero | f7 alfiere del bianco · a6 re del bianco · c6 pedone del nero · c5 pedone del bianco · e5 re del nero · h5 pedone del nero · d4 pedone del nero · e4 cavallo del bianco · f4 torre del bianco · h4 pedone del nero · b3 pedone del bianco · d3 torre del nero · e3 pedone del bianco · h3 pedone del bianco · e2 cavallo del bianco · d1 cavallo del nero | f7 alfiere del bianco · a6 re del bianco · c6 pedone del nero · c5 pedone del bianco · e5 re del nero · h5 pedone del nero · d4 pedone del nero · e4 cavallo del bianco · f4 torre del bianco · h4 pedone del nero · b3 pedone del bianco · d3 torre del nero · e3 pedone del bianco · h3 pedone del bianco · e2 cavallo del bianco · d1 cavallo del nero | f7 alfiere del bianco · a6 re del bianco · c6 pedone del nero · c5 pedone del bianco · e5 re del nero · h5 pedone del nero · d4 pedone del nero · e4 cavallo del bianco · f4 torre del bianco · h4 pedone del nero · b3 pedone del bianco · d3 torre del nero · e3 pedone del bianco · h3 pedone del bianco · e2 cavallo del bianco · d1 cavallo del nero | 8 |
| 7 | f7 alfiere del bianco · a6 re del bianco · c6 pedone del nero · c5 pedone del bianco · e5 re del nero · h5 pedone del nero · d4 pedone del nero · e4 cavallo del bianco · f4 torre del bianco · h4 pedone del nero · b3 pedone del bianco · d3 torre del nero · e3 pedone del bianco · h3 pedone del bianco · e2 cavallo del bianco · d1 cavallo del nero | f7 alfiere del bianco · a6 re del bianco · c6 pedone del nero · c5 pedone del bianco · e5 re del nero · h5 pedone del nero · d4 pedone del nero · e4 cavallo del bianco · f4 torre del bianco · h4 pedone del nero · b3 pedone del bianco · d3 torre del nero · e3 pedone del bianco · h3 pedone del bianco · e2 cavallo del bianco · d1 cavallo del nero | f7 alfiere del bianco · a6 re del bianco · c6 pedone del nero · c5 pedone del bianco · e5 re del nero · h5 pedone del nero · d4 pedone del nero · e4 cavallo del bianco · f4 torre del bianco · h4 pedone del nero · b3 pedone del bianco · d3 torre del nero · e3 pedone del bianco · h3 pedone del bianco · e2 cavallo del bianco · d1 cavallo del nero | f7 alfiere del bianco · a6 re del bianco · c6 pedone del nero · c5 pedone del bianco · e5 re del nero · h5 pedone del nero · d4 pedone del nero · e4 cavallo del bianco · f4 torre del bianco · h4 pedone del nero · b3 pedone del bianco · d3 torre del nero · e3 pedone del bianco · h3 pedone del bianco · e2 cavallo del bianco · d1 cavallo del nero | f7 alfiere del bianco · a6 re del bianco · c6 pedone del nero · c5 pedone del bianco · e5 re del nero · h5 pedone del nero · d4 pedone del nero · e4 cavallo del bianco · f4 torre del bianco · h4 pedone del nero · b3 pedone del bianco · d3 torre del nero · e3 pedone del bianco · h3 pedone del bianco · e2 cavallo del bianco · d1 cavallo del nero | f7 alfiere del bianco · a6 re del bianco · c6 pedone del nero · c5 pedone del bianco · e5 re del nero · h5 pedone del nero · d4 pedone del nero · e4 cavallo del bianco · f4 torre del bianco · h4 pedone del nero · b3 pedone del bianco · d3 torre del nero · e3 pedone del bianco · h3 pedone del bianco · e2 cavallo del bianco · d1 cavallo del nero | f7 alfiere del bianco · a6 re del bianco · c6 pedone del nero · c5 pedone del bianco · e5 re del nero · h5 pedone del nero · d4 pedone del nero · e4 cavallo del bianco · f4 torre del bianco · h4 pedone del nero · b3 pedone del bianco · d3 torre del nero · e3 pedone del bianco · h3 pedone del bianco · e2 cavallo del bianco · d1 cavallo del nero | f7 alfiere del bianco · a6 re del bianco · c6 pedone del nero · c5 pedone del bianco · e5 re del nero · h5 pedone del nero · d4 pedone del nero · e4 cavallo del bianco · f4 torre del bianco · h4 pedone del nero · b3 pedone del bianco · d3 torre del nero · e3 pedone del bianco · h3 pedone del bianco · e2 cavallo del bianco · d1 cavallo del nero | 7 |
| 6 | f7 alfiere del bianco · a6 re del bianco · c6 pedone del nero · c5 pedone del bianco · e5 re del nero · h5 pedone del nero · d4 pedone del nero · e4 cavallo del bianco · f4 torre del bianco · h4 pedone del nero · b3 pedone del bianco · d3 torre del nero · e3 pedone del bianco · h3 pedone del bianco · e2 cavallo del bianco · d1 cavallo del nero | f7 alfiere del bianco · a6 re del bianco · c6 pedone del nero · c5 pedone del bianco · e5 re del nero · h5 pedone del nero · d4 pedone del nero · e4 cavallo del bianco · f4 torre del bianco · h4 pedone del nero · b3 pedone del bianco · d3 torre del nero · e3 pedone del bianco · h3 pedone del bianco · e2 cavallo del bianco · d1 cavallo del nero | f7 alfiere del bianco · a6 re del bianco · c6 pedone del nero · c5 pedone del bianco · e5 re del nero · h5 pedone del nero · d4 pedone del nero · e4 cavallo del bianco · f4 torre del bianco · h4 pedone del nero · b3 pedone del bianco · d3 torre del nero · e3 pedone del bianco · h3 pedone del bianco · e2 cavallo del bianco · d1 cavallo del nero | f7 alfiere del bianco · a6 re del bianco · c6 pedone del nero · c5 pedone del bianco · e5 re del nero · h5 pedone del nero · d4 pedone del nero · e4 cavallo del bianco · f4 torre del bianco · h4 pedone del nero · b3 pedone del bianco · d3 torre del nero · e3 pedone del bianco · h3 pedone del bianco · e2 cavallo del bianco · d1 cavallo del nero | f7 alfiere del bianco · a6 re del bianco · c6 pedone del nero · c5 pedone del bianco · e5 re del nero · h5 pedone del nero · d4 pedone del nero · e4 cavallo del bianco · f4 torre del bianco · h4 pedone del nero · b3 pedone del bianco · d3 torre del nero · e3 pedone del bianco · h3 pedone del bianco · e2 cavallo del bianco · d1 cavallo del nero | f7 alfiere del bianco · a6 re del bianco · c6 pedone del nero · c5 pedone del bianco · e5 re del nero · h5 pedone del nero · d4 pedone del nero · e4 cavallo del bianco · f4 torre del bianco · h4 pedone del nero · b3 pedone del bianco · d3 torre del nero · e3 pedone del bianco · h3 pedone del bianco · e2 cavallo del bianco · d1 cavallo del nero | f7 alfiere del bianco · a6 re del bianco · c6 pedone del nero · c5 pedone del bianco · e5 re del nero · h5 pedone del nero · d4 pedone del nero · e4 cavallo del bianco · f4 torre del bianco · h4 pedone del nero · b3 pedone del bianco · d3 torre del nero · e3 pedone del bianco · h3 pedone del bianco · e2 cavallo del bianco · d1 cavallo del nero | f7 alfiere del bianco · a6 re del bianco · c6 pedone del nero · c5 pedone del bianco · e5 re del nero · h5 pedone del nero · d4 pedone del nero · e4 cavallo del bianco · f4 torre del bianco · h4 pedone del nero · b3 pedone del bianco · d3 torre del nero · e3 pedone del bianco · h3 pedone del bianco · e2 cavallo del bianco · d1 cavallo del nero | 6 |
| 5 | f7 alfiere del bianco · a6 re del bianco · c6 pedone del nero · c5 pedone del bianco · e5 re del nero · h5 pedone del nero · d4 pedone del nero · e4 cavallo del bianco · f4 torre del bianco · h4 pedone del nero · b3 pedone del bianco · d3 torre del nero · e3 pedone del bianco · h3 pedone del bianco · e2 cavallo del bianco · d1 cavallo del nero | f7 alfiere del bianco · a6 re del bianco · c6 pedone del nero · c5 pedone del bianco · e5 re del nero · h5 pedone del nero · d4 pedone del nero · e4 cavallo del bianco · f4 torre del bianco · h4 pedone del nero · b3 pedone del bianco · d3 torre del nero · e3 pedone del bianco · h3 pedone del bianco · e2 cavallo del bianco · d1 cavallo del nero | f7 alfiere del bianco · a6 re del bianco · c6 pedone del nero · c5 pedone del bianco · e5 re del nero · h5 pedone del nero · d4 pedone del nero · e4 cavallo del bianco · f4 torre del bianco · h4 pedone del nero · b3 pedone del bianco · d3 torre del nero · e3 pedone del bianco · h3 pedone del bianco · e2 cavallo del bianco · d1 cavallo del nero | f7 alfiere del bianco · a6 re del bianco · c6 pedone del nero · c5 pedone del bianco · e5 re del nero · h5 pedone del nero · d4 pedone del nero · e4 cavallo del bianco · f4 torre del bianco · h4 pedone del nero · b3 pedone del bianco · d3 torre del nero · e3 pedone del bianco · h3 pedone del bianco · e2 cavallo del bianco · d1 cavallo del nero | f7 alfiere del bianco · a6 re del bianco · c6 pedone del nero · c5 pedone del bianco · e5 re del nero · h5 pedone del nero · d4 pedone del nero · e4 cavallo del bianco · f4 torre del bianco · h4 pedone del nero · b3 pedone del bianco · d3 torre del nero · e3 pedone del bianco · h3 pedone del bianco · e2 cavallo del bianco · d1 cavallo del nero | f7 alfiere del bianco · a6 re del bianco · c6 pedone del nero · c5 pedone del bianco · e5 re del nero · h5 pedone del nero · d4 pedone del nero · e4 cavallo del bianco · f4 torre del bianco · h4 pedone del nero · b3 pedone del bianco · d3 torre del nero · e3 pedone del bianco · h3 pedone del bianco · e2 cavallo del bianco · d1 cavallo del nero | f7 alfiere del bianco · a6 re del bianco · c6 pedone del nero · c5 pedone del bianco · e5 re del nero · h5 pedone del nero · d4 pedone del nero · e4 cavallo del bianco · f4 torre del bianco · h4 pedone del nero · b3 pedone del bianco · d3 torre del nero · e3 pedone del bianco · h3 pedone del bianco · e2 cavallo del bianco · d1 cavallo del nero | f7 alfiere del bianco · a6 re del bianco · c6 pedone del nero · c5 pedone del bianco · e5 re del nero · h5 pedone del nero · d4 pedone del nero · e4 cavallo del bianco · f4 torre del bianco · h4 pedone del nero · b3 pedone del bianco · d3 torre del nero · e3 pedone del bianco · h3 pedone del bianco · e2 cavallo del bianco · d1 cavallo del nero | 5 |
| 4 | f7 alfiere del bianco · a6 re del bianco · c6 pedone del nero · c5 pedone del bianco · e5 re del nero · h5 pedone del nero · d4 pedone del nero · e4 cavallo del bianco · f4 torre del bianco · h4 pedone del nero · b3 pedone del bianco · d3 torre del nero · e3 pedone del bianco · h3 pedone del bianco · e2 cavallo del bianco · d1 cavallo del nero | f7 alfiere del bianco · a6 re del bianco · c6 pedone del nero · c5 pedone del bianco · e5 re del nero · h5 pedone del nero · d4 pedone del nero · e4 cavallo del bianco · f4 torre del bianco · h4 pedone del nero · b3 pedone del bianco · d3 torre del nero · e3 pedone del bianco · h3 pedone del bianco · e2 cavallo del bianco · d1 cavallo del nero | f7 alfiere del bianco · a6 re del bianco · c6 pedone del nero · c5 pedone del bianco · e5 re del nero · h5 pedone del nero · d4 pedone del nero · e4 cavallo del bianco · f4 torre del bianco · h4 pedone del nero · b3 pedone del bianco · d3 torre del nero · e3 pedone del bianco · h3 pedone del bianco · e2 cavallo del bianco · d1 cavallo del nero | f7 alfiere del bianco · a6 re del bianco · c6 pedone del nero · c5 pedone del bianco · e5 re del nero · h5 pedone del nero · d4 pedone del nero · e4 cavallo del bianco · f4 torre del bianco · h4 pedone del nero · b3 pedone del bianco · d3 torre del nero · e3 pedone del bianco · h3 pedone del bianco · e2 cavallo del bianco · d1 cavallo del nero | f7 alfiere del bianco · a6 re del bianco · c6 pedone del nero · c5 pedone del bianco · e5 re del nero · h5 pedone del nero · d4 pedone del nero · e4 cavallo del bianco · f4 torre del bianco · h4 pedone del nero · b3 pedone del bianco · d3 torre del nero · e3 pedone del bianco · h3 pedone del bianco · e2 cavallo del bianco · d1 cavallo del nero | f7 alfiere del bianco · a6 re del bianco · c6 pedone del nero · c5 pedone del bianco · e5 re del nero · h5 pedone del nero · d4 pedone del nero · e4 cavallo del bianco · f4 torre del bianco · h4 pedone del nero · b3 pedone del bianco · d3 torre del nero · e3 pedone del bianco · h3 pedone del bianco · e2 cavallo del bianco · d1 cavallo del nero | f7 alfiere del bianco · a6 re del bianco · c6 pedone del nero · c5 pedone del bianco · e5 re del nero · h5 pedone del nero · d4 pedone del nero · e4 cavallo del bianco · f4 torre del bianco · h4 pedone del nero · b3 pedone del bianco · d3 torre del nero · e3 pedone del bianco · h3 pedone del bianco · e2 cavallo del bianco · d1 cavallo del nero | f7 alfiere del bianco · a6 re del bianco · c6 pedone del nero · c5 pedone del bianco · e5 re del nero · h5 pedone del nero · d4 pedone del nero · e4 cavallo del bianco · f4 torre del bianco · h4 pedone del nero · b3 pedone del bianco · d3 torre del nero · e3 pedone del bianco · h3 pedone del bianco · e2 cavallo del bianco · d1 cavallo del nero | 4 |
| 3 | f7 alfiere del bianco · a6 re del bianco · c6 pedone del nero · c5 pedone del bianco · e5 re del nero · h5 pedone del nero · d4 pedone del nero · e4 cavallo del bianco · f4 torre del bianco · h4 pedone del nero · b3 pedone del bianco · d3 torre del nero · e3 pedone del bianco · h3 pedone del bianco · e2 cavallo del bianco · d1 cavallo del nero | f7 alfiere del bianco · a6 re del bianco · c6 pedone del nero · c5 pedone del bianco · e5 re del nero · h5 pedone del nero · d4 pedone del nero · e4 cavallo del bianco · f4 torre del bianco · h4 pedone del nero · b3 pedone del bianco · d3 torre del nero · e3 pedone del bianco · h3 pedone del bianco · e2 cavallo del bianco · d1 cavallo del nero | f7 alfiere del bianco · a6 re del bianco · c6 pedone del nero · c5 pedone del bianco · e5 re del nero · h5 pedone del nero · d4 pedone del nero · e4 cavallo del bianco · f4 torre del bianco · h4 pedone del nero · b3 pedone del bianco · d3 torre del nero · e3 pedone del bianco · h3 pedone del bianco · e2 cavallo del bianco · d1 cavallo del nero | f7 alfiere del bianco · a6 re del bianco · c6 pedone del nero · c5 pedone del bianco · e5 re del nero · h5 pedone del nero · d4 pedone del nero · e4 cavallo del bianco · f4 torre del bianco · h4 pedone del nero · b3 pedone del bianco · d3 torre del nero · e3 pedone del bianco · h3 pedone del bianco · e2 cavallo del bianco · d1 cavallo del nero | f7 alfiere del bianco · a6 re del bianco · c6 pedone del nero · c5 pedone del bianco · e5 re del nero · h5 pedone del nero · d4 pedone del nero · e4 cavallo del bianco · f4 torre del bianco · h4 pedone del nero · b3 pedone del bianco · d3 torre del nero · e3 pedone del bianco · h3 pedone del bianco · e2 cavallo del bianco · d1 cavallo del nero | f7 alfiere del bianco · a6 re del bianco · c6 pedone del nero · c5 pedone del bianco · e5 re del nero · h5 pedone del nero · d4 pedone del nero · e4 cavallo del bianco · f4 torre del bianco · h4 pedone del nero · b3 pedone del bianco · d3 torre del nero · e3 pedone del bianco · h3 pedone del bianco · e2 cavallo del bianco · d1 cavallo del nero | f7 alfiere del bianco · a6 re del bianco · c6 pedone del nero · c5 pedone del bianco · e5 re del nero · h5 pedone del nero · d4 pedone del nero · e4 cavallo del bianco · f4 torre del bianco · h4 pedone del nero · b3 pedone del bianco · d3 torre del nero · e3 pedone del bianco · h3 pedone del bianco · e2 cavallo del bianco · d1 cavallo del nero | f7 alfiere del bianco · a6 re del bianco · c6 pedone del nero · c5 pedone del bianco · e5 re del nero · h5 pedone del nero · d4 pedone del nero · e4 cavallo del bianco · f4 torre del bianco · h4 pedone del nero · b3 pedone del bianco · d3 torre del nero · e3 pedone del bianco · h3 pedone del bianco · e2 cavallo del bianco · d1 cavallo del nero | 3 |
| 2 | f7 alfiere del bianco · a6 re del bianco · c6 pedone del nero · c5 pedone del bianco · e5 re del nero · h5 pedone del nero · d4 pedone del nero · e4 cavallo del bianco · f4 torre del bianco · h4 pedone del nero · b3 pedone del bianco · d3 torre del nero · e3 pedone del bianco · h3 pedone del bianco · e2 cavallo del bianco · d1 cavallo del nero | f7 alfiere del bianco · a6 re del bianco · c6 pedone del nero · c5 pedone del bianco · e5 re del nero · h5 pedone del nero · d4 pedone del nero · e4 cavallo del bianco · f4 torre del bianco · h4 pedone del nero · b3 pedone del bianco · d3 torre del nero · e3 pedone del bianco · h3 pedone del bianco · e2 cavallo del bianco · d1 cavallo del nero | f7 alfiere del bianco · a6 re del bianco · c6 pedone del nero · c5 pedone del bianco · e5 re del nero · h5 pedone del nero · d4 pedone del nero · e4 cavallo del bianco · f4 torre del bianco · h4 pedone del nero · b3 pedone del bianco · d3 torre del nero · e3 pedone del bianco · h3 pedone del bianco · e2 cavallo del bianco · d1 cavallo del nero | f7 alfiere del bianco · a6 re del bianco · c6 pedone del nero · c5 pedone del bianco · e5 re del nero · h5 pedone del nero · d4 pedone del nero · e4 cavallo del bianco · f4 torre del bianco · h4 pedone del nero · b3 pedone del bianco · d3 torre del nero · e3 pedone del bianco · h3 pedone del bianco · e2 cavallo del bianco · d1 cavallo del nero | f7 alfiere del bianco · a6 re del bianco · c6 pedone del nero · c5 pedone del bianco · e5 re del nero · h5 pedone del nero · d4 pedone del nero · e4 cavallo del bianco · f4 torre del bianco · h4 pedone del nero · b3 pedone del bianco · d3 torre del nero · e3 pedone del bianco · h3 pedone del bianco · e2 cavallo del bianco · d1 cavallo del nero | f7 alfiere del bianco · a6 re del bianco · c6 pedone del nero · c5 pedone del bianco · e5 re del nero · h5 pedone del nero · d4 pedone del nero · e4 cavallo del bianco · f4 torre del bianco · h4 pedone del nero · b3 pedone del bianco · d3 torre del nero · e3 pedone del bianco · h3 pedone del bianco · e2 cavallo del bianco · d1 cavallo del nero | f7 alfiere del bianco · a6 re del bianco · c6 pedone del nero · c5 pedone del bianco · e5 re del nero · h5 pedone del nero · d4 pedone del nero · e4 cavallo del bianco · f4 torre del bianco · h4 pedone del nero · b3 pedone del bianco · d3 torre del nero · e3 pedone del bianco · h3 pedone del bianco · e2 cavallo del bianco · d1 cavallo del nero | f7 alfiere del bianco · a6 re del bianco · c6 pedone del nero · c5 pedone del bianco · e5 re del nero · h5 pedone del nero · d4 pedone del nero · e4 cavallo del bianco · f4 torre del bianco · h4 pedone del nero · b3 pedone del bianco · d3 torre del nero · e3 pedone del bianco · h3 pedone del bianco · e2 cavallo del bianco · d1 cavallo del nero | 2 |
| 1 | f7 alfiere del bianco · a6 re del bianco · c6 pedone del nero · c5 pedone del bianco · e5 re del nero · h5 pedone del nero · d4 pedone del nero · e4 cavallo del bianco · f4 torre del bianco · h4 pedone del nero · b3 pedone del bianco · d3 torre del nero · e3 pedone del bianco · h3 pedone del bianco · e2 cavallo del bianco · d1 cavallo del nero | f7 alfiere del bianco · a6 re del bianco · c6 pedone del nero · c5 pedone del bianco · e5 re del nero · h5 pedone del nero · d4 pedone del nero · e4 cavallo del bianco · f4 torre del bianco · h4 pedone del nero · b3 pedone del bianco · d3 torre del nero · e3 pedone del bianco · h3 pedone del bianco · e2 cavallo del bianco · d1 cavallo del nero | f7 alfiere del bianco · a6 re del bianco · c6 pedone del nero · c5 pedone del bianco · e5 re del nero · h5 pedone del nero · d4 pedone del nero · e4 cavallo del bianco · f4 torre del bianco · h4 pedone del nero · b3 pedone del bianco · d3 torre del nero · e3 pedone del bianco · h3 pedone del bianco · e2 cavallo del bianco · d1 cavallo del nero | f7 alfiere del bianco · a6 re del bianco · c6 pedone del nero · c5 pedone del bianco · e5 re del nero · h5 pedone del nero · d4 pedone del nero · e4 cavallo del bianco · f4 torre del bianco · h4 pedone del nero · b3 pedone del bianco · d3 torre del nero · e3 pedone del bianco · h3 pedone del bianco · e2 cavallo del bianco · d1 cavallo del nero | f7 alfiere del bianco · a6 re del bianco · c6 pedone del nero · c5 pedone del bianco · e5 re del nero · h5 pedone del nero · d4 pedone del nero · e4 cavallo del bianco · f4 torre del bianco · h4 pedone del nero · b3 pedone del bianco · d3 torre del nero · e3 pedone del bianco · h3 pedone del bianco · e2 cavallo del bianco · d1 cavallo del nero | f7 alfiere del bianco · a6 re del bianco · c6 pedone del nero · c5 pedone del bianco · e5 re del nero · h5 pedone del nero · d4 pedone del nero · e4 cavallo del bianco · f4 torre del bianco · h4 pedone del nero · b3 pedone del bianco · d3 torre del nero · e3 pedone del bianco · h3 pedone del bianco · e2 cavallo del bianco · d1 cavallo del nero | f7 alfiere del bianco · a6 re del bianco · c6 pedone del nero · c5 pedone del bianco · e5 re del nero · h5 pedone del nero · d4 pedone del nero · e4 cavallo del bianco · f4 torre del bianco · h4 pedone del nero · b3 pedone del bianco · d3 torre del nero · e3 pedone del bianco · h3 pedone del bianco · e2 cavallo del bianco · d1 cavallo del nero | f7 alfiere del bianco · a6 re del bianco · c6 pedone del nero · c5 pedone del bianco · e5 re del nero · h5 pedone del nero · d4 pedone del nero · e4 cavallo del bianco · f4 torre del bianco · h4 pedone del nero · b3 pedone del bianco · d3 torre del nero · e3 pedone del bianco · h3 pedone del bianco · e2 cavallo del bianco · d1 cavallo del nero | 1 |
|   | a | b | c | d | e | f | g | h |   |

Soluzione:
1. Ag8 !  (zugzwang)
1. ...Cxe3  2. Cf6 ...  3. Cd7#

1. ...Cb2/c6  2. Cd6 ...  3. Cc4# /3. Tf5#

1. ...Cb2  2. Cd6 ...  3. Tf5#

1. ...Td2  2. Cxd2 Cxe3  3. Cf3#